# Sónino
Sónino (en rus: Сонино) és un poble de l'óblast de Tula, a Rússia, segons el cens del 2010 tenia 11 habitants.